# 세계 주니어 쇼트트랙 선수권 대회
세계 주니어 쇼트트랙 스피드스케이팅 선수권 대회(영어: World Junior Short Track Speed Skating Championships)는 국제 빙상 연맹(ISU)에서 주관하는 세계 규모의 쇼트트랙 스피드 스케이팅 경기 대회이다. 1994년 처음 개최했다. 만 14세 이상~만 19세 미만의 선수만 출전할 수 있다. 세계선수권과 마찬가지로 500m, 1000m, 1500m와 슈퍼파이널의 포인트를 합산하여 개인 종합 우승을 가렸었다. 그러나 2019년 대회부터 슈퍼파이널이 폐지되었고 개인 종합 우승 없이 종목별 우승자만 가리게 되었다.

## 역대 종합 우승자

### 남자부
| 연도   | 개최지                      | 금메달                       | 은메달                                  | 동메달                |
| 1994년 | 대한민국 서울               | 이승찬                       | 이준환                                  | 토니 고스코윅즈       |
| 1995년 | 캐나다 캘거리               | 이상준                       | 파트리스 라포 틴테 이승찬 조나탕 길메트 | -                     |
| 1996년 | 이탈리아 쿠르마유르         | 장 프랑수아 모네코 이상준    | -                                       | 타무라 나오야         |
| 1997년 | 미국 마켓                   | 김동성                       | 러스티 스미스                           | 대니얼 와인스타인     |
| 1998년 | 미국 세인트 루이스          | 프랑수아루이 트랑블레 이상준 | -                                       | 앤드류 라헤이         |
| 1999년 | 캐나다 몬트리올             | 아폴로 앤턴 오노             | 안중현                                  | 프랑수아루이 트랑블레 |
| 2000년 | 헝가리 세케슈페헤르바르     | 민룡                         | 니콜라 로디가리                         | 앤드류 라헤이         |
| 2001년 | 폴란드 바르샤바             | 이승재                       | 궈웨이                                  | 민룡                  |
| 2002년 | 대한민국 춘천               | 안현수                       | 서호진                                  | 궈웨이                |
| 2003년 | 헝가리 부다페스트           | 이호석                       | 김현곤                                  | 성시백                |
| 2004년 | 중국 베이징                 | 이호석                       | 권기덕                                  | 존 엘리               |
| 2005년 | 세르비아 베오그라드         | 이호석                       | 김현곤                                  | 곽윤기                |
| 2006년 | 루마니아 미에르쿠레아치우크 | 이정수                       | 막심 샤테이에                           | 김재한                |
| 2007년 | 체코 믈라다볼레슬라프       | 신우철                       | 이정수                                  | 장원훈                |
| 2008년 | 이탈리아 볼차노             | 김윤재                       | 이정수                                  | 이한빈                |
| 2009년 | 캐나다 셔브룩               | 엄천호                       | 유동균                                  | J.R. 셀스키           |
| 2010년 | 태국 타이페이               | 노진규                       | 앙투안 젤리나스 볼리외                  | 박세영                |
| 2011년 | 이탈리아 코우르마이에우르   | 서이라                       | 잭 웰본                                 | 우다징                |
| 2012년 | 오스트레일리아 멜버른       | 박세영                       | 이효빈                                  | 한톈위                |
| 2013년 | 폴란드 바르샤바             | 박세영                       | 한톈위                                  | 이효빈                |
| 2014년 | 튀르키예 에르주름           | 이문현                       | 이효빈                                  | 류 사오린 샨도르      |
| 2015년 | 일본 오사카                 | 김다겸                       | 박지원                                  | 류 사오린 샨도르      |
| 2016년 | 불가리아 소피아             | 런쯔웨이                     | 임용진                                  | 마웨이                |
| 2017년 | 오스트리아 인스부르크       | 리우 샤오앙                  | 김시언                                  | 요시나가 카즈키       |
| 2018년 | 폴란드 토마슈프마조비에츠키 | 홍경환                       | 이준서                                  | 박장혁                |

### 여자부
| 연도   | 개최지                      | 금메달            | 은메달        | 동메달                          |
| 1994년 | 대한민국 서울               | 김소희            | 원혜경        | 수샤오화                        |
| 1995년 | 캐나다 캘거리               | 김윤미            | 원혜경        | 카트린 두솔트 테시가와라 이쿠에 |
| 1996년 | 이탈리아 쿠르마유르         | 테시가와라 이쿠에 | 에린 포터     | 김문정 홍로사                   |
| 1997년 | 미국 마켓                   | 원혜경 안상미     | -             | 줄리 고스코위츠                 |
| 1998년 | 미국 세인트 루이스          | 주민진            | 김문정        | 크리스티나 비테바               |
| 1999년 | 캐나다 몬트리올             | 주민진            | 김문정        | 마르타 카푸르소                 |
| 2000년 | 헝가리 세케슈페헤르바르     | 마리 이브 드롤레  | 최민경        | 박혜림                          |
| 2001년 | 폴란드 바르샤바             | 마리 이브 드롤레  | 고기현        | 최민경                          |
| 2002년 | 대한민국 춘천               | 김민지            | 왕멍          | 조해리                          |
| 2003년 | 헝가리 부다페스트           | 변천사            | 강윤미        | 김민지                          |
| 2004년 | 중국 베이징                 | 강윤미            | 정은주        | 허희빈                          |
| 2005년 | 세르비아 베오그라드         | 박선영            | 전지수        | 칼리나 로베르주                 |
| 2006년 | 루마니아 미에르쿠레아치우크 | 정은주            | 최정원        | 저우양                          |
| 2007년 | 체코 믈라다볼레슬라프       | 양신영            | 신새봄        | 박승희                          |
| 2008년 | 이탈리아 볼차노             | 노아름            | 이은별        | 장치차오                        |
| 2009년 | 캐나다 셔브룩               | 노아름            | 이은별        | 이미연                          |
| 2010년 | 태국 타이페이               | 최지현            | 이미연        | 송재원                          |
| 2011년 | 이탈리아 코우르마이에우르   | 천희정            | 안세정        | 마르티나 발체피나               |
| 2012년 | 오스트레일리아 멜버른       | 심석희            | 황현선        | 안세정                          |
| 2013년 | 폴란드 바르샤바             | 노도희            | 김아랑        | 한위퉁                          |
| 2014년 | 튀르키예 에르주름           | 노도희            | 안세정        | 최민정                          |
| 2015년 | 일본 오사카                 | 공상정            | 김지유        | 손하경                          |
| 2016년 | 불가리아 소피아             | 취춘위            | 쉬자너 스휠팅 | 이유빈                          |
| 2017년 | 오스트리아 인스부르크       | 이유빈            | 서휘민        | 소피아 프로스비르노바           |
| 2018년 | 폴란드 토마슈프마조비에츠키 | 김지유            | 코트니 사로   | 마미 비니                       |

## 같이 보기
- 세계 쇼트트랙 선수권 대회
- 세계 쇼트트랙 팀 선수권 대회

## 웹링크
- 세계 주니어 쇼트트랙 선수권 대회 국제빙상경기연맹